# صامويل بول
صامويل بول (بالإنجليزية: Samuel Ball) هو ممثل أمريكي، ولد في 29 يونيو 1973 في الولايات المتحدة.

## أعمال

### أفلام
- (2001) القلعة الأخيرة[1]
- (2004) 13 أصبحت 30[2][3][4]

## وصلات خارجية
- صامويل بول على موقع IMDb (الإنجليزية)
- صامويل بول على موقع ألو سيني (الفرنسية)
- صامويل بول على موقع أول موفي (الإنجليزية)
- صامويل بول على موقع قاعدة بيانات الأفلام السويدية (السويدية)
- صامويل بول على موقع قاعدة بيانات الفيلم (الإنجليزية)
- صامويل بول على موقع كينوبويسك (الروسية)